# El Turbón
El Turbón este o arie protejată (arie specială de conservare — SAC, sit de importanță comunitară — SCI) din Spania întinsă pe o suprafață de 2.822,04 ha, integral pe uscat.

## Localizare
Centrul sitului El Turbón este situat la coordonatele 42°25′15″N 0°30′13″E / 42.4207°N 0.503623°E.

## Înființare
Situl El Turbón a fost declarat sit de importanță comunitară în mai 2000 pentru a proteja 1 specie de animale. Situl a fost protejat și ca arie specială de conservare în februarie 2021.

## Biodiversitate
Situată în ecoregiunile alpină și mediteraneană, aria protejată conține 13 habitate naturale: Peșteri inaccesibile publicului, Fânețe de joasă altitudine (Alopecurus pratensis, Sanguisorba officinalis), Pajiști uscate seminaturale și facies de acoperire cu tufișuri pe substraturi calcaroase (Festuco-Brometalia) (* situri importante pentru orhidee), Grohotișuri termofile și vest-mediteraneene, Păduri montane și subalpine de Pinus uncinata (* dezvoltate pe substrat gipsos sau calcaros), Pante stâncoase calcaroase cu vegetație casmofită, Liziere de ierburi înalte hidrofile de câmpie și de nivel montan până la alpin, Pajiști alpine și subalpine calcaroase, Matorral arborescenți cu Juniperus spp., Lande oro-mediteraneene cu formațiuni endemice de grozamă, Păduri de fag din Europa Centrală dezvoltate pe sol calcaros cu Cephalanthero-Fagion, Păduri iberice de Quercus faginea și Quercus canariensis, Mlaștini alcaline.
La baza desemnării sitului se află o specie protejată de  mamifere: urs brun (Ursus arctos)
Pe lângă speciile protejate, pe teritoriul sitului au mai fost identificate 41 de specii de plante, 28 de specii de păsări, 3 specii de amfibieni, 3 specii de mamifere, 2 specii de nevertebrate, 1 specie de pești.